# Syzygium intermedium
Syzygium intermedium là một loài thực vật có hoa trong Họ Đào kim nương. Loài này được Engl. & Brehmer miêu tả khoa học đầu tiên năm 1917.